# San Jerónimo
San Jerónimo – miasto w środkowej Gwatemali, w departamencie Baja Verapaz, leżące w odległości 11 km na południowy wschód od stolicy departamentu. Miasto jest siedzibą gminy o tej samej nazwie, która w 2012 roku liczyła 22 781 mieszkańców. Powierzchnia gminy obejmuje 474 km².